# Čachčarán
Čachčarán (darí چغچران) je město a okres ve středu Afghánistánu, které je také hlavním městem provincie Ghór. Nachází se na jižní straně řeky Tedžen, v nadmořské výšce 2 230 m n. m. Čachčarán je vzdálen 380 km od Herátu a 450 km od Kábulu, přičemž s oběma městy je spojen dálnicemi. Ve městě se nachází letiště Čachčarán.
V Čachčaránu žije asi 15 000 obyvatel, kteří hovoří převážně jazykem darí. Data z roku 2015 uvádějí, že zde žije 31 266 obyvatel. Město má jeden okres a celkovou rozlohu 2 614 hektarů. Celkový počet obydlí ve městě je 3 474.
V srpnu 2021 se města zmocnili bojovníci Tálibánu a stalo se tak šestnáctým hlavním městem provincie, které Tálibán obsadil v rámci ofenzivy.